# Április 5.
Április 5. az év 95. (szökőévben 96.) napja a Gergely-naptár szerint. Az évből még 270 nap van hátra.
Névnapok: Vince + Honoráta, Irén, Iréne, Juliána, Julianna, Julinka, Juliska, Kreola, Kreszcencia, Teodóra

## Események

### Politikai események
- 1242 – A Csúd-tó jegén vívott csatában az orosz csapatok visszaverik a teuton lovagrend támadását (Jégcsata).
- 1614 – Virginiában az amerikai bennszülött Pokahontasz az angol John Rolfe felesége lesz.
- 1944 – Életbe lép a m. kir. minisztérium rendelete arról, hogy minden hatodik évét betöltött zsidó személynek sárga csillagot kell viselnie.
- 1944 – Átvette hivatalát Kárpátalja negyedik, s egyben utolsó kormányzói biztosa, Vincze András altábornagy.
- 1951 – A Rosenberg házaspárt a Szovjetunió javára végzett kémkedés miatt halálra ítélik az Egyesült Államokban.
- 1955 – Lemond Winston Churchill, Nagy-Britannia miniszterelnöke.
- 1963 – Forródrótot létesítenek a Fehér Ház és a Kreml között.
- 1986 – Iszlám szélsőségesek bombamerényletet követnek el a nyugat-berlini „La Belle” szórakozóhelyen: 3 halott, 229 sebesült. Megtorlásul az Egyesült Államok légiereje április 15-én légitámadásokat intéz Tripoli és Bengázi ellen.

### Tudományos és gazdasági események
- 1991 – Az Atlantis űrrepülőgép rakterében útjára indul az amerikai Compton űrtávcső.
- 1998 - Átadják a forgalomnak a világ (2022 - ig) legnagyobb támaszközű (1991 m) függőhídját, az Akasi Kaikjó hidat a Japánban lévő Kóbe városa mellett.

### Sportesemények
- 1903 – A magyar labdarúgó-válogatott lejátssza második hivatalos mérkőzését Budapesten, a Millenáris sportpályán a cseh labdarúgó-válogatott ellen, mely egyben a magyar válogatott első győzelmét is jelentette (2:1). A válogatott történetének első magyar gólját Borbás Gáspár rúgta.

Formula–1
- 1992 –  brazil nagydíj, Interlagos - Győztes: Nigel Mansell  (Williams Renault)
- 2009 –  maláj nagydíj, Sepang - Győztes: Jenson Button  (Brawn GP Mercedes)

### Egyéb események
- 1929 - Megdőlt az országos minimum hőmérsékleti rekord. -10 fokot mértek Dobogó-kőn.
- 1946 - Megdőlt a fővárosi hőmérsékleti rekord Budapesten. 25,9 fokot mértek.
- 1968 - Megdőlt az országos hőmérsékleti rekord. Békéscsabán 28,6 fokot mértek.[1]
- 2014 - Megdőlt az országos minimum hőmérsékleti rekord. 15,6 fokot mértek Pécsett.
- 2016 - Megdőlt a fővárosi hőmérsékleti rekord Budapesten. 26,4 fokot mértek.[2] Az országos minimum hőmérsékleti rekord is megdőlt. Balatonedericsen 16,9 fokig hűlt a levegő.

## Születések
- 1472 – Sforza Bianka Mária milánói hercegnő, német-római császárné, egy ideig Corvin János jegyese († 1510)
- 1622 – Vincenzo Viviani olasz tudós, matematikus, Torricelli, majd Galilei tanítványa († 1703)
- 1784 – Louis Spohr német hegedűművész, zeneszerző († 1859)
- 1850 – Halmi Ferenc magyar színész († 1883)
- 1893 – Szabó Pál magyar író, politikus († 1970)
- 1894 – Zsedényi Béla miskolci jogászprofesszor († 1955)
- 1900 – Spencer Tracy kétszeres Oscar-díjas amerikai színész († 1967)
- 1908 – Herbert von Karajan osztrák karmester († 1989)
- 1908 – Bette Davis kétszeres Oscar-díjas amerikai színésznő († 1989)
- 1912 – Örkény István Kossuth-díjas magyar író, író, drámaíró († 1979)
- 1912 – John Le Mesurier BAFTA-díjas angol színész († 1983)
- 1916 – Gregory Peck Oscar-díjas amerikai színész († 2003)
- 1917 – Guy Jason-Henry brit autóversenyző († 1988)
- 1920 – Arthur Hailey amerikai író († 2004)
- 1922 – Alfonso Thiele amerikai autóversenyző († 1986)
- 1922 – Andy Linden (Andrew Linden) amerikai autóversenyző († 1987)
- 1926 – Fillár István kétszeres Jászai Mari-díjas színművész († 1989)
- 1927 – Fekete Tibor Jászai Mari- és Aase-díjas magyar színművész († 2014)
- 1928 – Halda Alíz tanárnő, ellenzéki személyiség, Gimes Miklós élettársa, SZDSZ-politikus († 2008)
- 1936 – Ronnie Bucknum (Ronald Bucknum) amerikai autóversenyző († 1992)
- 1937 – Colin Powell amerikai tábornok, politikus, külügyminiszter († 2021)
- 1941 – Kakassy Ágnes romániai magyar színésznő († 1987)
- 1941 – Tar Sándor József Attila-díjas magyar író, szociográfus († 2005)
- 1943 – Brunner Győző magyar dobos (Metro, Taurus, Korál) († 2021)
- 1944 – Martonyi János magyar ügyvéd, 1998–2002 és 2010-2014 között külügyminiszter
- 1945 – Makray Katalin olimpiai ezüstérmes tornásznő, Schmitt Pál felesége
- 1946 – Bródy János Kossuth- és Liszt Ferenc-díjas magyar énekes, gitáros, zeneszerző, szövegíró
- 1946 – Unger Pálma Aase-díjas magyar színésznő, a Pécsi Nemzeti Színház örökös tagja
- 1947 – Balsai István magyar ügyvéd, országgyűlési képviselő, 1990–1994 között igazságügy-miniszter († 2020)
- 1950 – Agnetha Fältskog svéd énekesnő, az ABBA együttes tagja
- 1952 – Tátrai Tibor („Tibusz”) Kossuth- és Liszt Ferenc-díjas magyar rockgitáros, zeneszerző, érdemes művész
- 1954 – Vajk György magyar színész, operett- és operaénekes.
- 1955 – Torijama Akira mangaka, a Dragon Ball írója és rajzolója († 2024)
- 1957 – Lázár Imre magyar orvos
- 1959 – Matoricz József magyar színész
- 1961 – Kárpáti Péter József Attila-díjas magyar drámaíró, színházi dramaturg, rendező, egyetemi docens.
- 1965 – Para-Kovács Imre magyar író, újságíró, rádiós szerkesztő, műsorvezető
- 1975 – Endrődy Krisztián magyar színész
- 1976 – Biros Péter háromszoros olimpiai bajnok magyar vízilabdázó
- 1976 – Kim Collins saint kittsi sprinter
- 1980 – Karel Aguilar kubai kajakozó
- 1981 – Szente Vajk Jászai Mari-díjas magyar színész, érdemes művész
- 1982 – Alexandre Premat francia autóversenyző
- 1982 – Thomas Hitzlsperger német válogatott labdarúgó, középpályás
- 1982 – Mészáros András magyar színművész
- 1987 – Hárai Balázs olimpiai bronzérmes, világ- és Európa-bajnok magyar vízilabdázó
- 1987 – Martha Matsa görög úszónő
- 1989 – Lily James angol színésznő
- 1990 – Miura Haruma japán színész († 2020)

## Halálozások
- 1723 – Johann Bernhard Fischer von Erlach osztrák barokk műépítész (* 1656)
- 1794 – Fabre d’Églantine francia költő, vígjátékíró,  politikus (* 1750)
- 1794 – Georges Jacques Danton a francia forradalom egyik kimagasló alakja (* 1759)
- 1871 – Paolo Savi olasz geológus és ornitológus (* 1798)
- 1900 – Joseph Bertrand francia matematikus (* 1822)
- 1902 – Hans Ernst August Buchner német bakteriológus (* 1850)
- 1919 – Kolossváry Dezső lovassági tábornok, miniszter (* 1854)
- 1935 – Vecsey Ferenc magyar hegedűművész (* 1893)
- 1937 – Ódry Árpád magyar színész, rendező, a Színművészeti Akadémia igazgatója (* 1876)
- 1953 – Dienes László, magyar szociológus, esztéta, szerkesztő, a kolozsvári Korunk alapítója, könyvtárigazgató, egyetemi tanár, (* 1889)
- 1963 – Horváth Géza magyar katonatiszt, országgyűlési képviselő (* 1885)
- 1961 – Máté Olga (Zalai Béláné) magyar fényképész, fotóművész (* 1878)
- 1964 – Douglas MacArthur az Amerikai Egyesült Államok tábornoka (* 1880)
- 1965 – Csokonai Vitéz Gizella költő (* 1894)
- 1965 – Szalay Sándor Európa-bajnok műkorcsolyázó (* 1893)
- 1967 – Hermann Joseph Muller Nobel-díjas amerikai genetikus (* 1890)
- 1968 – Csordás Lajos olimpiai bajnok labdarúgó, edző (* 1932)
- 1973 – David Murray brit autóversenyző (* 1909)
- 1975 – Csang Kaj-sek kínai katonatiszt, politikus (* 1887)
- 1976 – Sebestyén Géza könyvtáros, bibliográfus, az Országos Széchényi Könyvtár főigazgató-helyettese 1958 és 1976 között (* 1912)
- 1977 – Zádor Jenő magyar zeneszerző (* 1894)
- 1981 – Dergács Ferenc magyar közgazdász, miniszterhelyettes (* 1922)
- 1985 – Varjas Béla irodalomtörténész, könyvtáros, az Országos Széchényi Könyvtár vezetője 1948 és 1957 között (* 1911)
- 1993 – Juhász-Nagy Pál magyar ökológus, az MTA tagja (* 1935)
- 1994 – Kurt Cobain amerikai rockzenész, a Nirvana frontembere (* 1967)
- 1997 – Allen Ginsberg amerikai költő (* 1926)
- 2001 – Papp Ferenc nyelvész, szlavista, a számítógépes nyelvészet magyarországi atyja, az MTA tagja (* 1930)
- 2002 – Layne Staley amerikai rockzenész, az Alice In Chains énekese (* 1967)
- 2005 – Saul Bellow Nobel-díjas amerikai író (* 1915)
- 2008 – Charlton Heston Oscar-díjas amerikai filmszínész (* 1923)
- 2008 – Herbert Breiteneder osztrák raliversenyző (* 1953)
- 2011 – Komlós Juci Jászai Mari-díjas magyar színésznő,  a nemzet színésze (* 1919)
- 2014 – Peter Matthiessen amerikai író, felfedező, természettudós (* 1927)